# Katastrofa lotu Angara 200
Katastrofa lotu Angara 2G200 – wypadek lotniczy samolotu Antonow An-24RV, należącego do linii lotniczych Angara Airlines, do którego doszło 27 czerwca 2019, w Niżnieangarsku w Rosji. W wyniku wypadku zginęły 2 osoby (kapitan i inżynier pokładowy).

## Wypadek
W trakcie lotu nastąpiła awaria lewego silnika. Samolot wylądował na pasie startowym i zderzył się z budynkiem oczyszczania ścieków. Dwie z 46 osób na pokładzie zginęły, a 22 zostały ranne.
Międzypaństwowy Komitet Lotniczy wszczął śledztwo w sprawie wypadku. Wszczęto także odrębne śledztwo.